# Heinrich Hetzbold von Weißensee

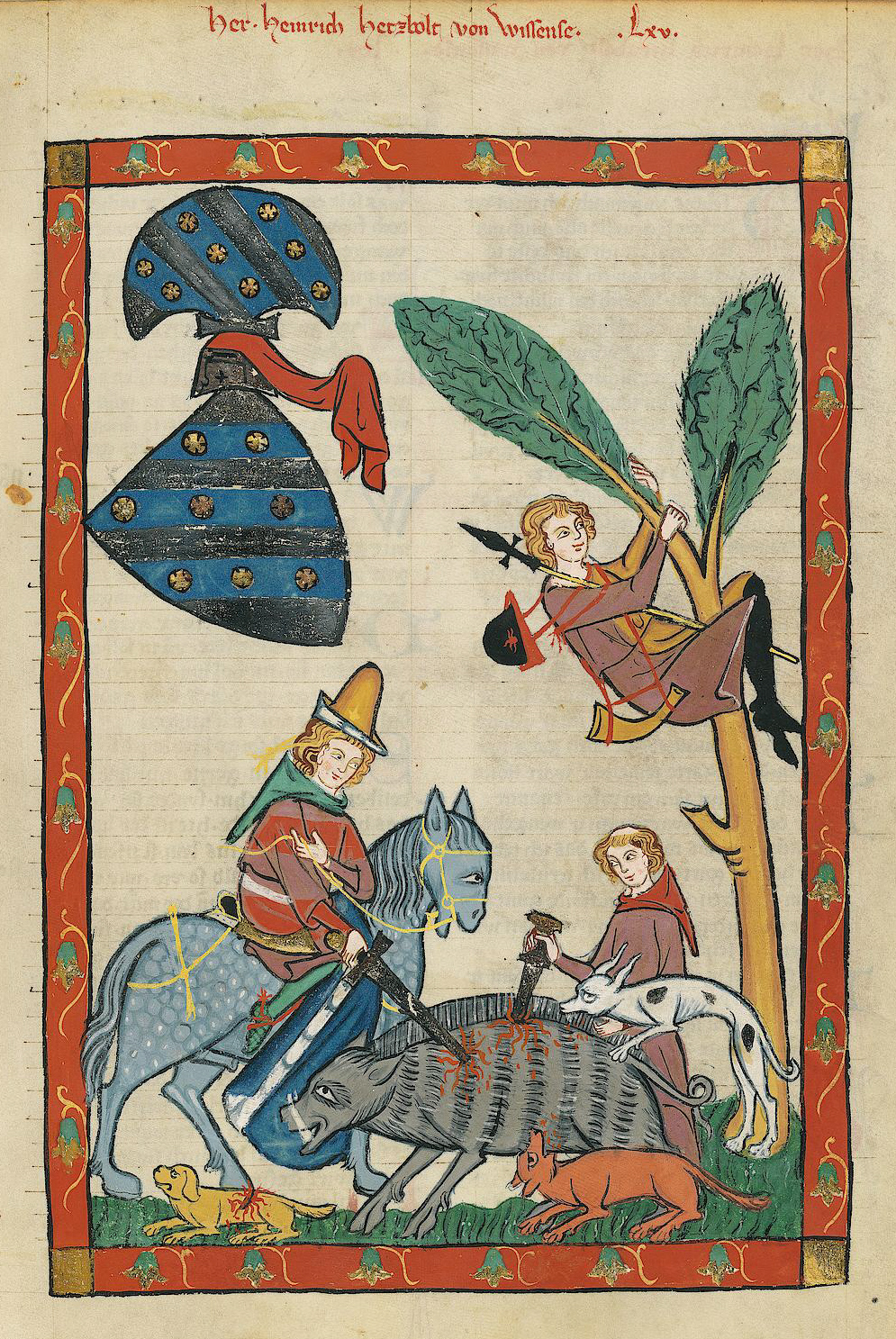
Miniatur im Codex Manesse, fol. 228r

Heinrich Hetzbold von Weißensee war ein Minnesänger in der ersten Hälfte des 14. Jahrhunderts.

## Leben
Heinrich Hetzbold von Weißensee, auch Hezbold genannt, stand als ein Angehöriger des niederen Adels, im Dienst der Landgrafen von Thüringen. Er war ihr Burgmann und Vogt zu Weißensee und dem naheliegenden Schönstedt. Zwischen 1310 und 1345 hat er dort geurkundet.
Man kann ihn sich auf der landgräflichen Runneburg zu Weißensee als Sänger vor einem kleinen höfischen Publikum vorstellen.

## Werk
In seiner Miniatur hat der erste Nachtragsmaler der Großen Heidelberger Liederhandschrift den Namen des Minnesängers thematisiert: Der Name „Hetzbold“ bedeutet „mutiger Hetzjäger“, und als solchen stellt er ihn lustig auf der Wildschweinjagd dar.
In seinen acht im Codex Manesse überlieferten, durchweg dreistrophigen Liedern erfüllt Hetzbold das tradierte Muster späten Minnesangs. Er rühmt die Schönheit der verehrten Herrin, hofft, dass ihm von ihr ein Lächeln zuteilwerde, und träumt davon, von ihrem roten Mund geküsst zu werden. Alle Lieder sind, mit Anlehnungen an Hetzbolds thüringische Vorgänger Heinrich von Morungen und Kristan von Luppin, von Liebesklagen durchzogen. Diese bleiben jedoch ohne Antwort, und so ist die moralische Integrität der Herrin deutlich hervorgehoben. Diesem Muster fügt Hetzbold jedoch Eigenes hinzu. Zum einen lockert er den klagenden Ton mit volkstümlichen Wendungen auf, wenn er die Herrin „mîn zuckerkrûtken“, sein süßes Heilkräutlein, nennt und ihren Mund aussehen lässt, als sagte er „fünf“. Zum anderen bringt er, indem er die Herrin als seinen „leitvertrîp“ apostrophiert, mit der unausgesprochenen, aber naheliegenden Assoziation „zîtvertrîp“, den ihm andere, von ihm noch verschmähte Münder gewähren könnten, eine indirekte Drohung ins Spiel. Hetzbold hebt hervor, dass seine Lieder der Spiegel sind für die Schönheit der Herrin, bei seinem Verstummen müsste sie verblassen. Er ist der Ritter, der seiner Herrin die gefalteten Hände hinhält, damit sie diese mit den ihren umschließe zum Lehensvertrag auf Gegenseitigkeit: Frauenlob gegen Liebes- (in Wirklichkeit wohl materiellen) Lohn. Es ist, als habe Hetzbold mit seinen Liedern dem Minnedienst am Ausgang des Mittelalters noch einmal ein Denkmal setzen wollen. Und wenn er, am Ende des ersten Liedes, sich selbst, ungewöhnlicherweise, mit Namen nennt, und das letzte Lied mit dem Verstecknamen der Herrin, „der schœne glanz“, schließt, so bringt er, indem er die Lieder als das den Ritter und die Herrin verstrickende Band offenbart, das Minne-Verhältnis auf den Punkt.

## Ausgaben
Sämtliche Lieder Hetzbolds in:
- Codex Manesse. Die Große Heidelberger Liederhandschrift, Blatt 228 u. 229; Codex Palatinus Germanicus 848 der Heidelberger Universitätsbibliothek. Vollfaksimile in 12 Teillieferungen, mit Interimstexten von Ingo F. Walter. Frankfurt a. M. 1975–1978
- „Die Große Heidelberger Liederhandschrift“. In getreuem Textabdruck herausgegeben von Fridrich Pfaff. Zweite, verbesserte und ergänzte Auflage bearbeitet von Hellmut Salowski. Heidelberg 1984
- Carl von Kraus (Hrsg.): Deutsche Liederdichter des 13. Jahrhunderts, Band I: Text, Band II: Kommentar, besorgt von Hugo Kuhn. Zweite Auflage Tübingen 1978
- Gerhard Tänzer (Hrsg.): „Frouwe, frouwe, frouwe mîn!“ Thüringische Minnelieder. Text, Übertragung, Kommentar. Bucha bei Jena 2005